# أوقست دي فينتر
أوقست دي فينتر هو سياسي بلجيكي، ولد في 12 مايو 1925 في بلجيكا، وتوفي بنفس المكان في 30 يوليو 2005. في انتخابات البرلمان الأوروبي 1984، انتخب عضو في البرلمان الأوروبي عن دائرة المجمع الانتخابي الناطق بالهولندية ‏ لترشحه ضمن قائمة حزب الحرية والتقدم ‏، وقد انضم خلال فترته النيابية (24 يوليو 1984 – 24 يوليو 1989) للكتلة البرلمانية مجموعة حزب الديمقراطيين الليبراليين والإصلاحيين الأوروبيين ‏ وانتخب عضو مجلس النواب من بلجيكا.